# Megachile occidentalis
Megachile occidentalis är en biart som beskrevs av Fox 1894. Megachile occidentalis ingår i släktet tapetserarbin, och familjen buksamlarbin. Inga underarter finns listade i Catalogue of Life.